# Couto de Esteves
Couto de Esteves ist eine Gemeinde (Freguesia) im portugiesischen Kreis (Concelho) von Sever do Vouga. In ihr leben 712 Einwohner (Stand 19. April 2021).

## Geschichte
Funde belegen eine vorgeschichtliche Besiedlung. Der heutige Ort wurde erstmals 1067 offiziell dokumentiert, in einer Besitzurkunde des Klosters Mosteiro de Lorvão. Erste Stadtrechte erhielt der Ort 1128 durch D.Teresa und ihrem Sohn D.Afonso Henriques, dem späteren ersten König Portugals. Es war seither Sitz eines eigenen Kreises, der 1527 als Concelho Destevem im königlichen Register aufgeführt wurde.
1836 wurde der Kreis aufgelöst und Sever do Vouga angegliedert. Der Status der Kleinstadt (Vila) wurde Couto de Esteves indes bis heute nicht aberkannt.

## Kultur und Sehenswürdigkeiten
Die Megalithanlage Anta de Cerqueira liegt in der Gemeinde. Weitere Baudenkmälern sind Espigueiros, traditionelle Getreidespeicher meist aus Granit, das Herrenhaus Solar da Fonte do Couto de Baixo, und die manieristisch-barocke Gemeindekirche Igreja Paroquial de Couto de Esteves (auch Igreja de Santo Estêvão) aus dem 17. Jahrhundert, u. a.

## Verwaltung
Folgende Ortschaften liegen in der Gemeinde (Freguesia) von Couto des Esteves:
- Amiais
- Catives
- Cerqueira
- Couto de Baixo
- Couto de Cima (Gemeindesitz)
- Lameiras
- Lourizela
- Mouta
- Parada
- Vilarinho

Als eigene Wohnviertel im Gemeindegebiet werden geführt:
- Barreiro
- Coval
- Quinta do Rodo
- Quinta da Sernada
- Quinta de Souto Cerejeira
- Quinta do Vouga.